# DNCE
I DNCE sono un gruppo pop rock statunitense formatosi ufficialmente il 13 agosto 2015.
La band è composta da Joseph Jonas conosciuto meglio come Joe Jonas (leader dei Jonas Brothers), Jack Lawless (ex batterista degli Ocean Grove), JinJoo Lee (già collaboratrice di Cee Lo Green e Charli XCX). Il nome del gruppo deriva da una delle loro prime canzoni, intitolata appunto DNCE, che parla dell'essere troppo ubriachi per riuscire a scandire la parola "dance".

## Storia
La band nasce il 13 agosto 2015 inizialmente da un progetto dei coinquilini Joe Jonas e Jack Lawless, a cui poi si aggiunge JinJoo Lee e successivamente anche Cole Whittle.
Il singolo di debutto Cake by the Ocean è uscito il 18 settembre 2015 e, dopo un avvio lento, a partire dal 2016, scala le diverse classifiche globali riscuotendo dischi d'oro e platino in diversi Paesi. L'EP Swaay è stato diffuso il 23 ottobre 2015 e, accolto da critiche pressoché positive, ottiene successo soprattutto in Danimarca, dove raggiunge il 19º posto. Il video di Cake By The Ocean è stato co-diretto dalla ex fidanzata di Joe, la modella Gigi Hadid.
Il secondo singolo, anch'esso presente in Swaay, intitolato Toothbrush, è stato pubblicato il 17 maggio 2016. Nel video figura la modella Ashley Graham che interpreta il ruolo di fidanzata di Joe Jonas.
Hanno collaborato con l'attrice Hailee Steinfeld nel suo progetto musicale Haiz, EP pubblicato nel 2015, con la hit Rock Bottom, resa disponibile dal febbraio 2016. Nello stesso anno ottengono una candidatura ai Kids' Choice Awards come "Favorite New Artist", tre nomination ai Radio Disney Music Awards e sei nomination ai Teen Choice Awards, vincendo nella categoria "Choice Party Song" con Cake by the Ocean. La band ha, inoltre, ottenuto un'altra nomination alla versione messicana dei Kids' Choice Awards sempre con la hit Cake by the Ocean come "Favourite Song". Hanno ottenuto anche una nomination per il video di Cake by the Ocean come "Video dell'Estate" agli MTV Japan Awards. La band è, inoltre, in gara per il titolo di MTV Hottest con più di un milione di fans; la gara si conclude il 24 agosto 2016. I DNCE sono stati nominati come migliori artisti esordienti ai Video Music Awards 2016, in onda su MTV il 28 agosto; il gruppo riesce a trionfare nella categoria, superando artisti come Zara Larsson e Lukas Graham.
In un'intervista, avvenuta ad agosto 2016, mentre la band si trovava a Londra per partecipare al V Festival, Joe comunica l'uscita del loro album di debutto, fissata per il 18 novembre dello stesso anno, poiché la casa discografica ha posticipato la data per via del successo di Cake By the Ocean e Toothbrush. Vi era stata annunciata anche la presenza di un rapper nel progetto.
Un mese dopo, più precisamente il 30 settembre, viene ufficialmente pubblicato il nuovo singolo Body Moves. Nella stessa giornata,  viene anche reso disponibile il pre-ordine il loro album d'esordio, cioè l'eponimo DNCE, il cui titolo era stato annunciato qualche giorno prima.
Al momento della sua pubblicazione, il disco, che contiene quattordici tracce fra cui i tre singoli più recenti, riceve un responso abbastanza positivo da parte della critica musicale e dal pubblico, entrando infatti in diverse classifiche mondiali, fra cui quella statunitense e quella britannica. L'album di debutto omonimo dei DNCE è tra i migliori album pop della rivista Rolling Stone. Nel 2018 collaborano con Merk & Kremont per la realizzazione del singolo Hands Up. L'anno successivo il gruppo va in pausa indefinita per via del ritorno in scena dei Jonas Brothers, di cui Joe Jonas fa parte.
Nel 2022 il gruppo interrompe la pausa intrapresa tre anni prima collaborando con Kygo nel singolo Dancing Feet.

## Formazione
- Joe Jonas – voce principale
- Jack Lawless – batteria, percussioni
- JinJoo Lee – chitarra

## Discografia

### Album in studio
- 2016 – DNCE

### EP
- 2015 – Swaay
- 2018 – People to People

### Singoli
- 2015 – Cake by the Ocean
- 2016 – Toothbrush
- 2016 – Body Moves
- 2017 – Kissing Strangers (feat. Nicki Minaj)
- 2018 – Dance
- 2022 – Move
- 2022 – Got Me Good

### Collaborazioni
- 2016 – Rock Bottom (Hailee Steinfeld feat. DNCE)
- 2016 – Da Ya Think I'm Sexy? (Rod Stewart feat. DNCE)
- 2018 – Hands Up (Merk & Kremont feat. DNCE)
- 2022 – Dancing Feet (Kygo feat. DNCE)

### Singoli promozionali
- 2016 – Blown (feat. Kent Jones)
- 2016 – Good Day
- 2016 – Be Mean
- 2016 – Santa Claus Is Coming to Town (feat. Charlie Puth, Hailee Steinfeld, Daya, Fifth Harmony, Rita Ora, Tinashe, Sabrina Carpenter e Jake Miller)

### Colonne sonore
- 2016 – Grease Live
- 2016 – Teenage Mutant Ninja Turtles: Out of the Shadows – Blown
- 2016 – Bad Moms –  Cake by the Ocean, Blown
- 2016 – Storks – Good Day
- 2016 – Middle School: The Worst Years of My Life – Cake By The Ocean, Blown
- 2017 – LEGO Batman - Il film – Forever
- 2017 – My Little Pony: The Movie – Can You Feel It?

## Tournée

### Band principale
- 2015/16 – The Greatest Tour Ever
- 2017 – DNCE in Concert
- 2017 – DNCE GOGO SAIKO Japan Tour

### Band d'apertura
- 2016 – Revival Tour, con Selena Gomez
- 2017 – 24K Magic World Tour, con Bruno Mars